# 크리스토페 삼바
크리스토페 베이예니 삼바(프랑스어: Christopher Veijeany Samba, 1984년 3월 28일 ~ )는 프랑스 출생 콩고 공화국의 전직 축구 선수이며 현역 시절 포지션은 중앙 수비수였다.